# Not the Same
Not the Same (englisch im Kontext Nicht dieselbe Person, Nicht derselbe) ist ein englischsprachiger Popsong, der von Sheldon Riley und Cam Nacson geschrieben wurde. Mit dem Titel vertrat Riley Australien beim Eurovision Song Contest 2022 in Turin.

## Hintergrund
Im November 2021 gab die australische Rundfunkanstalt Special Broadcasting Service bekannt, dass Riley an der Show Eurovision 2022 – Australia Decides teilnehmen werde. Diese fand am 26. Februar 2022 statt. Sheldon Riley konnte die Show mit jeweils 50 Punkten aus der Zuschauer- und Juryabstimmung gewinnen, obwohl er in beiden Kategorien lediglich die zweithöchste Punktzahl erhielt.
Die Musik komponierte er mit Cameron Nacson. Letzterer produzierte Not the Same.

## Inhaltliches
Riley singt im Titel über seine Erinnerungen in der Kindheit. Im Alter von sechs Jahren wurde bei ihm das Asperger-Syndrom diagnostiziert, außerdem sei seine Familie häufig umgezogen und lebte in Sozialwohnungen. Zusätzlich behandelt er im Titel das Aufwachsen in seiner religiös geprägten Familie, ohne sich seiner sexuellen Orientierung bewusst zu sein. Sowohl Text als auch Musik sollen Momente von „Licht und Dunkelheit“ sowie „Angst und Hoffnung“ aufkommen lassen. Obwohl man anders als andere Menschen sei, sei man nicht alleine. Riley gibt an, er habe sich oft mit Filmcharakteren aus Disney-Produktionen identifiziert, die als anders und böse dargestellt wurden, sich aber selbst nie erklären konnten, da sie ihren Charakter nicht verändern konnten. Den Text, der anfangs als Gedicht gedacht war, schrieb Riley bereits 2015, kurz nach seinem Coming-out gegenüber seiner Familie. Der Titel sei entstanden, nachdem Riley auf einer Musikschule aufgenommen worden sei und er einige Freundschaften geschlossen habe, obwohl ihm erklärt wurde, dass dies durch seine Diagnose nicht möglich sei.

## Veröffentlichung
Der Titel wurde am 15. Februar 2022 von Riley im Selbstverlag veröffentlicht.

## Beim Eurovision Song Contest
Australien wurde ein Platz in der ersten Hälfte des zweiten Halbfinales des Eurovision Song Contest 2022 zugelost, welches am 12. Mai stattfand. Am 29. März wurde bekanntgegeben, dass das Land die Startnummer 8 erhalten hat. Das Land konnte sich erfolgreich für das Finale qualifizieren und erhielt die Startnummer 21. Im Finale am 14. Mai erreichte Australien mit insgesamt 125 Punkten den 15. Platz.